# Bouresse
Bouresse – miejscowość i gmina we Francji, w regionie Nowa Akwitania, w departamencie Vienne.
Według danych na rok 1990 gminę zamieszkiwało 651 osób, a gęstość zaludnienia wynosiła 18 osób/km² (wśród 1467 gmin regionu Poitou-Charentes Bouresse plasuje się na 461. miejscu pod względem liczby ludności, natomiast pod względem powierzchni na miejscu 99.).